# Cedusa sarmatica
Cedusa sarmatica är en insektsart som först beskrevs av Anufriev 1966.  Cedusa sarmatica ingår i släktet Cedusa och familjen Derbidae. Inga underarter finns listade i Catalogue of Life.